# North Stradbroke Island

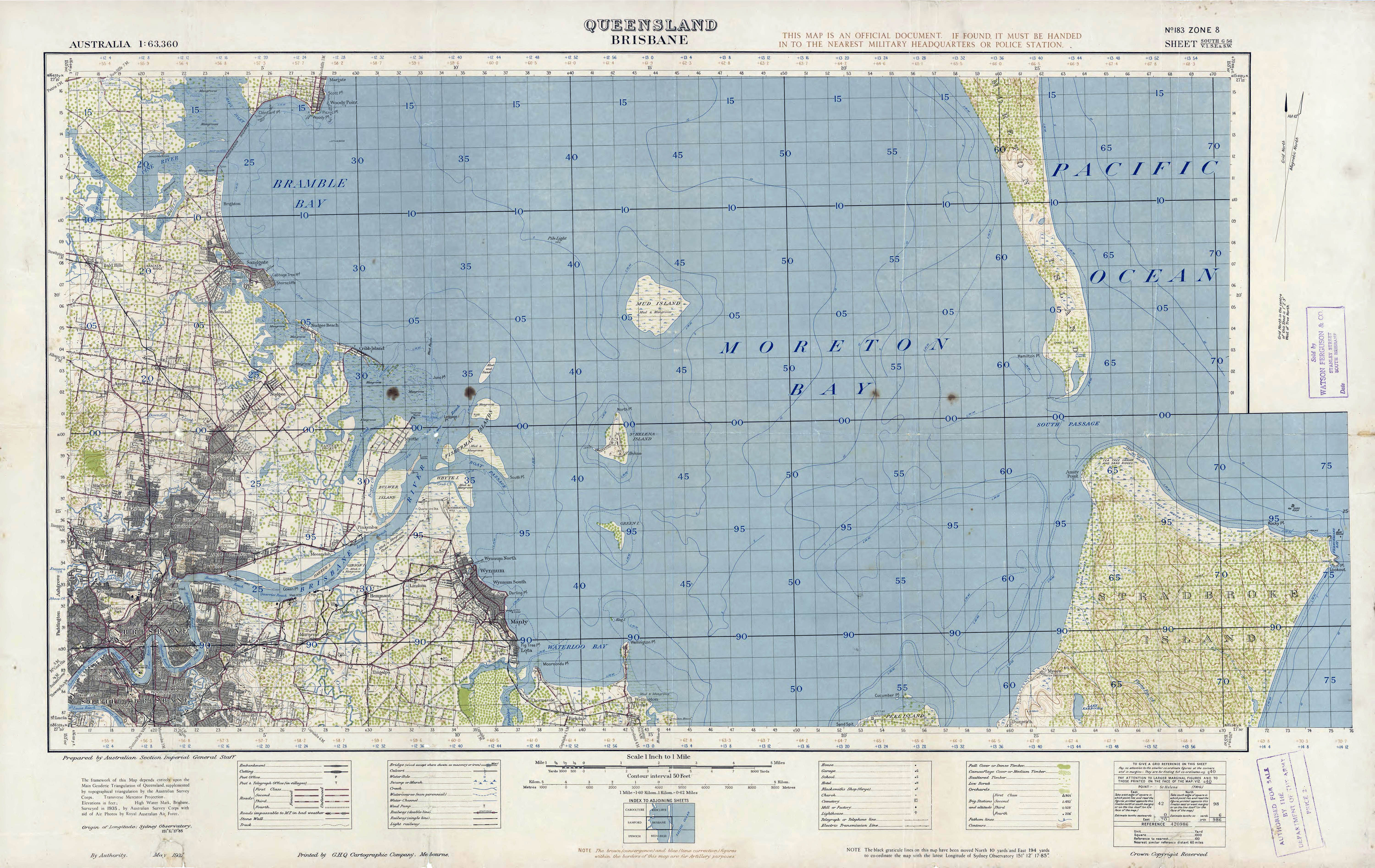
Topographisches Kartenblatt zeigt Nordteil der Insel

North Stradbroke Island ist eine große Sandinsel an der Ostküste Australiens. Sie liegt im Süden des Staates Queensland und gehört zu Redland City. Sie trennt die Moreton Bay vom Korallenmeer (einem Randmeer des Pazifischen Ozeans). Die Insel ist etwa 38 Kilometer lang und bis zu 11 Kilometer breit. Sie ist die größere der Stradbroke Islands und die flächenmäßig größte Insel in der Moreton Bay.

## Geschichte
Bis ins Jahr 1896 war South Stradbroke Island Teil der großen Sandinsel Stradbroke Island. Stradbroke Island wurde im Jahr 1770 von James Cook passiert, blieb dabei jedoch namenlos. 1803 landete der Entdecker Matthew Flinders auf der Insel um die Trinkwasservorräte seines Schiffs aufzufüllen. Flinders kartographierte große Teile der Insel und der Moreton Bay. Dabei übernahm er auch den Aborigines-Namen der Insel Minjerribah.
Erst im Jahr 1827 wurde die Insel Stradbroke Island benannt. Dies geschah durch Henry John Rous. Dieser benannte die Insel nach dem Titel seines Vaters, dem Earl of Stradbroke. Rous selbst führte den Titel des Viscount Dunwich, nach welchem er den Hauptort der Insel benannte.
In den frühen 1890er Jahren strandete an der Seeseite der Insel ein Frachtschiff, welches Rum geladen hatte. Um den Rum abzutransportieren, trugen die Einwohner der Region die Sanddünen auf der Insel ab, um den Rum leichter über die an dieser Stelle recht schmale Insel zu transportieren und auf kleinen Booten durch die Moreton Bay ans Festland zu transportieren. 1896 kam es zu einem großen Sturm, bei welchem an derselben Stelle ein großes Dampfschiff strandete. Dieses hatte unter anderem einige Tonnen Dynamit geladen, welche nach der Strandung des Schiffes explodierten. Die starke Brandung während des Sturms führte dazu, dass diese recht schmale und flache Stelle der Insel überspült wurde und schon bald war ein dauerhafter Kanal entstanden. Dieser Kanal, welcher den Namen Jumpinpin Channel erhielt, teilte die Insel fortan in North Stradbroke Island und South Stradbroke Island.
In den 1960er Jahren wurde auf North Stradbroke Island mit dem kommerziellen Abbau von Sand begonnen. Dabei wurden zunächst die großen Sanddünen entlang der Ostküste der Insel abgebaggert, bevor der Abbau auch im Inselinneren begonnen wurde. Während dieser Abbauarbeiten wurde das Ökosystem der Insel erheblich geschädigt, als auch zahlreiche historische Schiffswracks entlang der Küste und Kultstätten der Aborigines zerstört.
Außerdem gab es Pläne der Regierung Queenslands die Insel touristisch in großem Umfang zu erschließen. Dazu sollte die Ostküste der Insel komplett erschlossen werden und eine große Brücke zwischen dem Festland und der Insel gebaut werden. Diese Pläne wurden nie realisiert.
Als zu Beginn der 1990er Jahre das Umweltbewusstsein wuchs, wurden Pläne entwickelt, den Sandabbau auf der Insel zu begrenzen und große Teile der Insel in einem Nationalpark unter Schutz zu stellen. Im Gegenzug sollte der ungehinderte Abbau von Sand in den verbleibenden Gebieten garantiert werden. Das dazu entworfene Abkommen wurde bisher weder von den Abbaugesellschaften noch von der Regierung unterzeichnet.

## Gegenwart

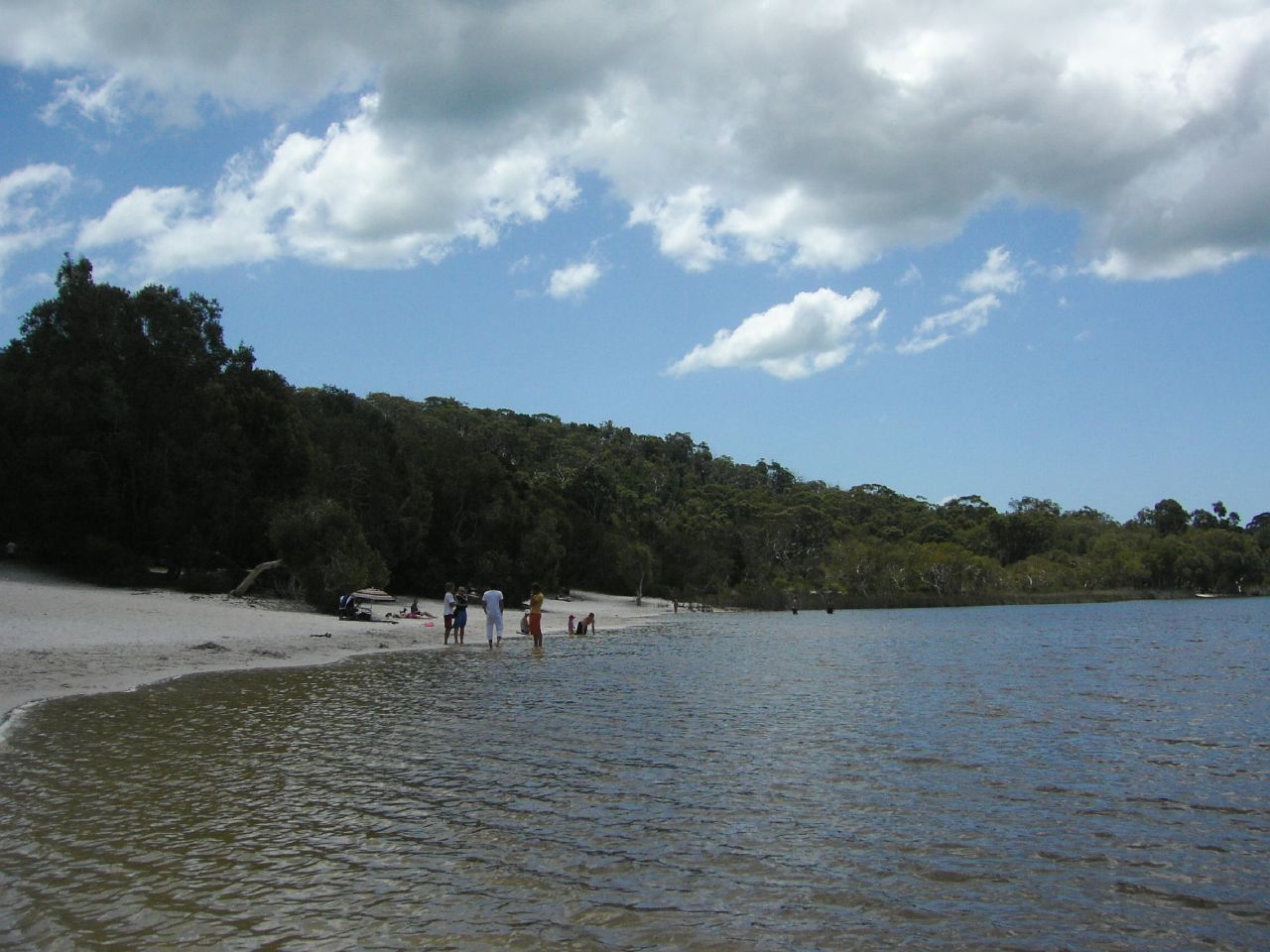
Brown Lake auf North Stradbroke Island

North Stradbroke Island ist die besser erschlossene der beiden Stradbroke Inseln. Auf ihr gibt es drei permanente Siedlungen. Diese sind Dunwich, Amity Point und Point Lookout. Dunwich ist die größte der drei Siedlungen. Diese besitzt den Fährhafen für Auto- und Passagierfähren nach Cleveland am Festland Queenslands. Amity Point ist die älteste der drei Siedlungen. Sie ist heute ein kleiner Fischerhafen, welcher sich vor allem bei Sport- und Hobbyanglern großer Beliebtheit erfreut. Point Lookout ist das touristische Zentrum der Insel. Alle drei Orte bieten eine ausreichende Infrastruktur mit Übernachtungsmöglichkeiten, Restaurants und Geschäften. Die Orte sind durch ein Netz aus befestigten Straßen verbunden.

## Tourismus
North Stradbroke Island ist touristisch sehr gut erschlossen und bietet Besuchern eine Vielzahl von Möglichkeiten. Erholungssuchende finden Ruhe und Entspannung an den langen weißen Sandstränden der Insel, Wassersportler finden ein umfangreiches Angebot vor, im Inselinneren gibt es zahlreiche Wander-, Trekking- und Fahrradrouten. Entlang der Nordostküste gibt es mehrere Aussichtsplattformen, von welchen man aus vorbeiziehende Wale beobachten kann.

## Flora und Fauna
Trotz der Zerstörung durch den Sandabbau gibt es auf North Stradbroke Island immer noch große Flächen mit unberührter Natur, in denen zahlreiche Tier- und Pflanzenarten heimisch sind. So kann man in den subtropischen Wäldern auf der Insel eine Vielzahl an seltenen wilden Orchideen finden. Im Inselinneren gibt es außerdem zahlreiche Süßwasserseen, von welchen der bekannteste der Blue Lake im Blue Lake Nationalpark ist, sowie ausgedehnte Sumpflandschaften.
Erwähnenswert sind auch die zahlreichen vorbeiziehenden Wale, welche von der Insel aus beobachtet werden können. Diese nutzen den Schutz der küstennahen Gewässer und der Moreton Bay für eine kurze Ruhepause auf ihrem Weg nach Norden nach Hervey Bay und den Whitsundays, wo sie ihre Jungen zur Welt bringen.